# Portland (Dakota del Nord)
Portland és una població dels Estats Units a l'estat de Dakota del Nord. Segons el cens del 2000 tenia 604 habitants.

## Demografia
Segons el cens del 2000, Portland tenia 604 habitants, 269 habitatges, i 161 famílies. La densitat de població era de 271,2 hab./km².
Dels 269 habitatges en un 28,6% hi vivien nens de menys de 18 anys, en un 56,5% hi vivien parelles casades, en un 3,3% dones solteres, i en un 40,1% no eren unitats familiars. En el 36,8% dels habitatges hi vivien persones soles el 24,2% de les quals corresponia a persones de 65 anys o més que vivien soles. El nombre mitjà de persones vivint en cada habitatge era de 2,25 i el nombre mitjà de persones que vivien en cada família era de 2,99.
Per edats la població es repartia de la següent manera: un 23,7% tenia menys de 18 anys, un 5,3% entre 18 i 24, un 27% entre 25 i 44, un 20% de 45 a 60 i un 24% 65 anys o més.
L'edat mediana era de 42 anys. Per cada 100 dones de 18 o més anys hi havia 100,4 homes.
La renda mediana per habitatge era de 30.375 $ i la renda mediana per família de 43.250 $. Els homes tenien una renda mediana de 30.089 $ mentre que les dones 18.750 $. La renda per capita de la població era de 15.149 $. Entorn del 4,3% de les famílies i el 6% de la població estaven per davall del llindar de pobresa.

## Poblacions més properes
El següent diagrama mostra les poblacions més properes.